# Chambellan du Japon

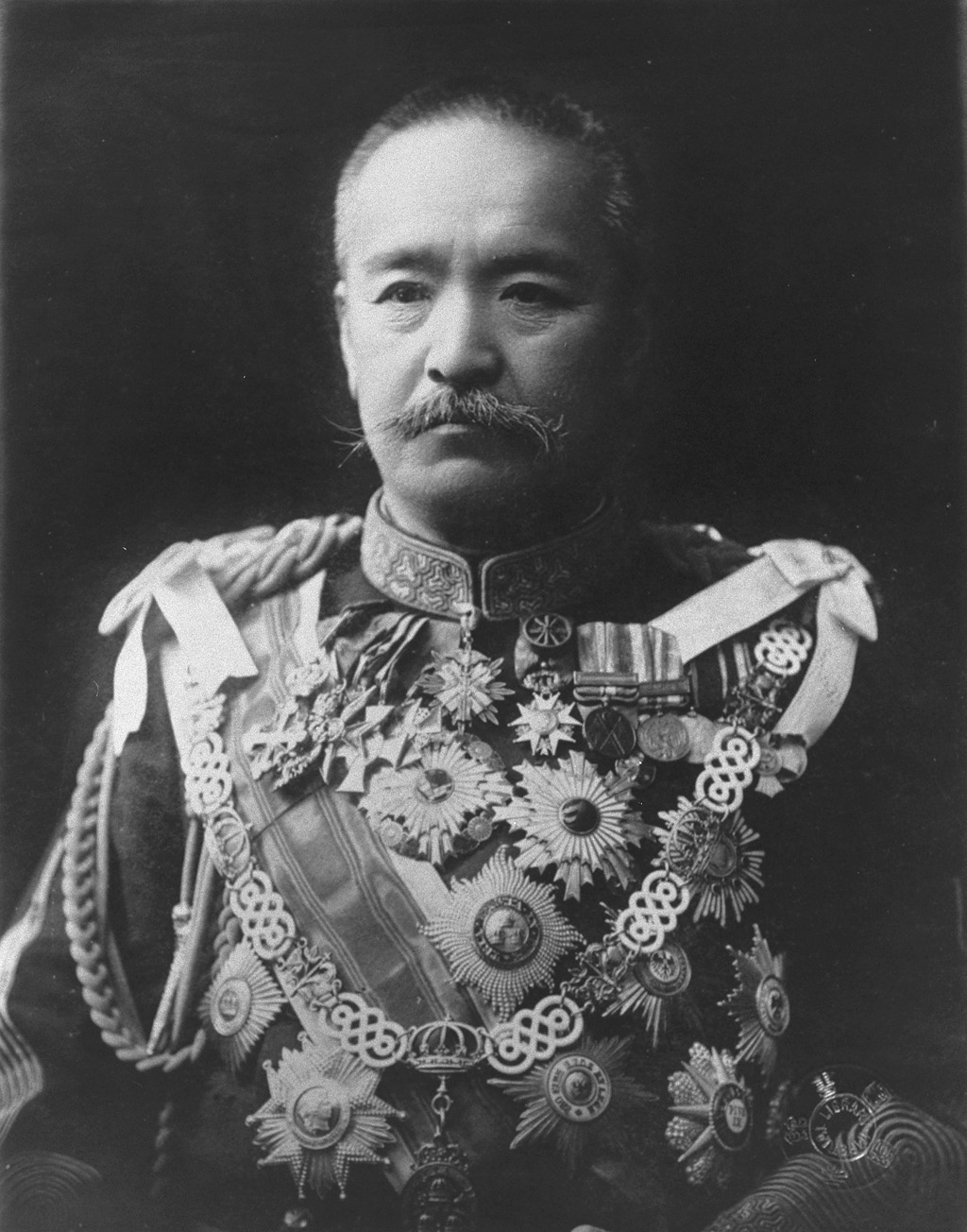
Katsura Tarō, 1912.

Le grand chambellan du Japon (侍従, Jijū, autrefois Omobito-machigimi) est le serviteur et aide personnel de l'empereur du Japon. Gardien du sceau privé et du sceau d'État, sa fonction civile fut créée pendant l'ère Meiji. Aujourd'hui assisté par le vice-grand chambellan, il dirige le conseil des chambellans, une division de l'agence impériale responsable de l'organisation de l'emploi du temps quotidien de l'empereur. En ancien japonais, le chambellan est parfois nommé 公卿 (Maetsukimi).

## Histoire
Selon le code de Taihō datant de 701, il était supposé que le chambellan devait appartenir au ministère du Centre. Lorsque la fonction de chambellan (蔵人所, kurōdodokoro) fut créée en 801, son rôle fut rapidement réduit et limité aux seules affaires de la Cour. En 1869, le chambellan fut introduit au ministère de la famille impériale. La fonction fut placée sous le système de mérite en 1871 et trois personnes — Tokudaiji Sanetsune, Kawase Masataka et Higashikuze Michitomi — furent nommées. Selon les règles du ministère de la famille impériale, le grand chambellan supervisait les autres chambellans.
Après la Seconde Guerre mondiale, les chambellans furent organisés au sein du conseil des chambellans, organisme de l'agence impériale, via l'éphémère agence de la famille impériale (宮内府, kunaifu). Après le vote de la loi nationale sur le service public (Shōwa 22 Loi No. 120), le chambellan devint un agent public. Bien que des distinctions étaient faites entre les fonctionnaires de première classe, de deuxième classe et ainsi de suite, ce système disparut après la réforme du gouvernement central de 2001. La fonction de grand chambellan est celle d'un fonctionnaire assermenté, et sa nomination et sa destitution sont à la charge de l'empereur.

## Prince héritier
Le prince héritier dispose également d'un chambellan. Ce fonctionnaire est appelé chambellan du palais de l'est (東宮侍従, Tōgū-jijū) en japonais parce que le prince héritier vit dans le palais de l'est (東宮, Tōgū, et le prince héritier est aussi nommé Tōgū). Le chambellan en chef du prince héritier est à la tête de la maison du prince héritier.

## Liste des grands chambellans du Japon
(Pendant l'ère Meiji)

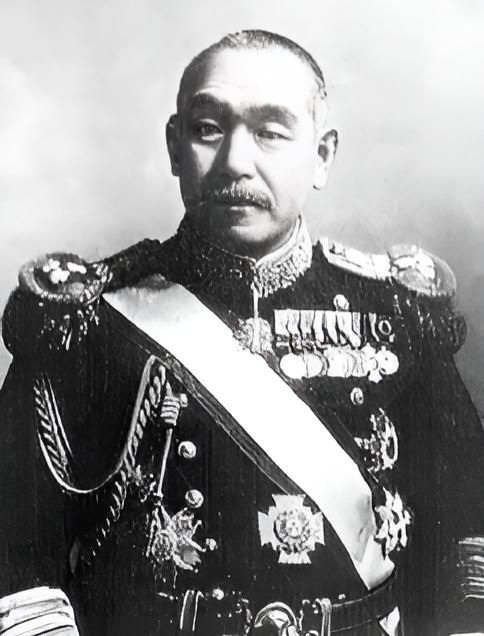
Kantarō Suzuki, grand chambellan de 1929 à 1936

- Tokudaiji Sanetsune (徳大寺実則), 1871-1877
- Masataka Kawase (河瀬真孝), 1871-1873
- Higasikuze Michitomi (東久世通禧), 1871-1877
- Yamaguchi Tadasada (山口正定), 1878-1884
- Yoneda Torao (米田虎雄), 1878-1884
- Tokudaiji Sanetsune (徳大寺実則), 1884-1912
- Hatano Norinao (波多野敬直), 1912
- Katsura Tarō (桂太郎), 1912
- Takatsukasa Hiromichi (鷹司煕通), 1912-1918
- Ogimachi Sanemasa (正親町実正), 1919-1922
- Tokugawa Satotaka (徳川達孝), 1922-1927
- Chinda Sutemi (珍田捨巳), 1927-1929
- Kantarō Suzuki (鈴木貫太郎), 1929-1936
- Hyakutake Saburō (百武三郎), 1936-1944
- Hisanori Fujita (藤田尚徳), 1944-1947

(Après la promulgation de la constitution du Japon de 1947)
- Ōgane Masujirō (大金益次郎), 1947-1948
- Mitani Takanobu (三谷隆信), 1948-1965
- Inada Syūichi (稲田周一), 1965-1969
- Irie Sukemasa (入江相政), 1969-1985
- Yoshihiro Tokugawa (徳川義寛), 1985-1988
- Yamamoto Satoru (山本悟), 1988-1996
- Watanabe Makoto (渡邉允, 12 décembre 1996-2007
- Kawashima Yutaka (川島裕), 2007-2015
- Kawai Chikao (河相 周夫), depuis 2015